# Arike Ogunbowale
Arike Ogunbowale (ur. 2 marca 1997 w Milwaukee) – amerykańska koszykarka występująca na pozycji rzucającej, reprezentantka kraju, obecnie zawodniczka Dallas Wings.
W 2013 i 2014 została wybrana najlepszą zawodniczką stanu szkół średnich (Gatorade State Player of the Year, Associated Press State Player of the Year, Milwaukee Journal Sentinel Area Player of the Year – 2013). Zaliczono ją do pierwszego składu American Family Insurance USA Today All-USA Wisconsin (2012, 2013, 2014). Trzykrotnie otrzymał nagrodę MVP konferencji Greater Metro Conference (2012, 2013, 2014).
W kwietniu 2018 rozpoczęła występy w 26. sezonie amerykańskiej edycji programu – „Taniec z gwiazdami”. Jej partnerem był Gleb Sawczenko. 7 maja 2018 została wyeliminowana, zajmując ostatecznie siódme miejsce.

## Osiągnięcia
Stan na 15 lipca 2020, na podstawie, o ile nie zaznaczono inaczej.

### NCAA
- Mistrzyni:
  - NCAA (2018)
  - turnieju konferencji Atlantic Coast (ACC – 2016, 2017, 2019)
  - sezonu regularnego ACC (2016–2019)
- Wicemistrzyni NCAA (2019)
- Uczestniczka rozgrywek:
  - Elite 8 turnieju NCAA (2017–2019)
  - Sweet 16 turnieju NCAA (2016–2019)
- Most Outstanding Player (MOP=MVP) turnieju :
  - NCAA (2018)
  - regionalnego NCAA (2017)
- MVP turnieju:
  - regionalnego NCAA w:
    - Chicago (2019)
    - Spokane (2018)

  - Vancouver Showcase (2019)
- Sportsmenka roku konferencji ACC (2018 – ACC Mary Garber Award)
- Zaliczona do:
  - I składu:
    - NCAA Final Four (2019)
    - All-American (2018 przez WBCA, 2019 przez WBCA, USBWA)
    - ACC (2018, 2019)
    - WBCA All-Region (2017)
    - ACC All-Academic (2016)
    - turnieju:
      - ACC (2017–2019)
      - Gulf Coast Showcase (2018)
      - regionalnego NCAA (2017)
      - przedsezonowego WNIT (2017)

    - najlepszych pierwszorocznych zawodniczek ACC (2016)

  - II składu All-America (2018 przez Associated Press, USBWA, USA Today, espnW, 2019 przez Associated Press, espnW)

### WNBA
- MVP meczu gwiazd – kadra USA vs gwiazdy WNBA (2021)[5]
- Zaliczona do:
  - I składu:
    - WNBA (2020)[6][7]
    - debiutantek WNBA (2019)[8]

  - II składu WNBA (2021)[7]
- Uczestniczka meczu gwiazd – kadra USA vs gwiazdy WNBA (2021)[9]
- Liderka strzelczyń WNBA (2020)[10]

### Reprezentacja
- Mistrzyni:
  - świata:
    - U–17 (2014)
    - 3x3 U–18 (2013)

  - 3x3 igrzysk olimpijskich młodzieży (2014)
  - Ameryki:
    - 2019[11]
    - U–16 (2013)
    - 3x3 U–18 (2013)

  - USA 3x3 U–18 (2013, 2014, 2015)
- Wicemistrzyni świata 3x3 U–18 (2015)
- Zaliczona do I składu mistrzostw świata 3x3 U–18 (2015)